# Сценическая речь
Сцени́ческая речь — одно из основных профессиональных средств выразительности актёра. Входит в основной курс обучения актёрскому мастерству. Комплекс обучения предусматривает переход от бытовой, упрощённой речи, свойственной большинству абитуриентов, к выразительному яркому сценическому звучанию голоса актёра. В первую очередь в предмет «Сценическая речь» входит постановка голоса, дикции, освоение норм орфоэпии и логико-интонационных закономерностей устной речи. Обучение сценической речи также неразрывно связано с формированием пластической свободы, развитием эластичности и подвижности дыхательной и голосовой аппаратуры, совершенствованием речевого слуха и т. п.
Главной целью занятий сценической речью является овладение студентом мастерством слова в процессе исполнения роли. Работа над речью будущего актёра требует индивидуального подхода и часто ведётся отдельно с каждым учеником. Отработка верных речевых навыков проходит на базе литературно-художественного материала «от себя», а не «от образа» драматургического произведения, то есть когда перед студентом нет задачи перевоплощения.

## Орфоэпия
Одним из основных составных элементов искусства речи является отличное владение произносительной нормой языка. Театр считается хранителем образцовой речи и школой общепринятого литературного произношения. Долгое время нормой речи русского языка принято было считать произношение актёров МХАТа и некоторых других театров, за основу которого изначально было принято московское произношение XIX — первой половины XX веков. За несколько последних десятилетий ситуация изменилась, установилась некоторая подвижность, вариантность нормы. Так, ранее единственно верным было произношение с уподоблением (ассимиляцией) твёрдого согласного последующему мягкому. В наши дни данное правило уже не соблюдается строго. Например, ранее нормативным для актёра считалось произношение сьнег, есьтесьтьвенный, зьвёзды. Однако во многом старомосковское произношение остаётся нормой для студентов — так, и сейчас со сцены чаще можно услышать дощ, чем дошть; булошная, чем булочная.